# Kőszegpaty
Kőszegpaty (chorw. Pačija) – wieś na Węgrzech, w komitacie Vas, w powiecie Kőszeg.
Pierwsza wzmianka o miejscowości pochodzi z 1283 roku, nosiła ona wówczas nazwę Poth.
W 2019 była zamieszkiwana przez 190 osób, a w 2023 przez 219 osób.
Burmistrzem jest Attila Májerhoffer.